# Фридрих I (Швабия)
Вижте пояснителната страница за други личности с името Фридрих I.
Фридрих I (на немски: Friedrich I von Hohenstaufen; * 1050; † пр. 21 юли 1105) e от 1079 до смъртта си първият херцог на Швабия от фамилията Хоенщауфен.

## Биография
Той е син на пфалцграф Фридрих фон Бюрен († 1053) от Швабия, и на богатата Хилдегард фон Егисхайм († 1094), дъщеря на граф Герхард I от Дагсбург в Елзас и племенница на папа Лъв IX.
Фридрих I основава заедно с Петер фон Лютцелбург манастира „Санкт Валбурга“ в Елзас, с помощта на брат му Ото, епископ на Страсбург (1084 – 1100).
Той е първо граф и построява замък на планината Хоенщауфен, близо до Гьопинген, който става резиденция и дава името на фамилията. През 1100 г. основава на мястото на замъка бенедиктански манастир (манастир Лорш), който става оттогава домашен манастир на Щауферите.
По време на бунта на Рудолф фон Райнфелден той е на страната на император Хайнрих IV. На Великден 1079 г. в Регенсбург Фридрих I получава титлата херцог на Швабия и войска от император Хайнрих IV. Той го сгодява на 24 март 1079 г. в Регенсбург за своята почти 7-годишна дъщеря Агнес. Те се женят през 1086 или 1087 г.
По времето на похода на Хайнрих IV в Италия Фридрих е в северната част на империята най-главният военен командир.

## Деца
Фридрих I и Агнес от Вайблинген († 24 септември 1143) имат децата:
- Хейлика († сл. 1110) ∞ Фридрих III фон Ленгенфелд († 3 април 1119)
- Бертрада (Берта) (* 1088/89, † сл. 1120/пр. 1142), 1. ∞ Адалберт фон Равенщайн, граф на Елхинген и Иренберг. 2. ∞ граф Хайнрих фон Берг-Айхелберг († пр. 1138)
- Фридрих II Едноки (* 1090, † 1147) херцог на Швабия 1105 – 1147, ∞ 1119/1121 Юдит Баварска, дъщеря на херцог Хайнрих Черния (Велфи), 2. ∞ 1132/1133 Агнес фон Саарбрюкен, дъщеря на граф Фридрих I фон Саарбрюкен
- Хилдегардис
- Конрад III (* 1093, † 1152) херцог на Франкония 1116 – 1120, немски крал 1138 – 1152, 1. ∞ 1115 Гертруда фон Комбург († 1130/1131), дъщеря на граф Хайнрих фон Ротенбург, 2. ∞ пр. 1134 Гертруда фон Зулцбах († 1146), дъщеря на граф Беренгар I фон Зулцбах; извънбрачна връзка с Герберга liberrimae conditionis
- Гизелхилдис (Гизела)
- Хайнрих († пр. 1102)
- Беатрикс, основава 1146 манастир Михаелщайн
- Кунигунде (Куница), ∞ херцог Хайнрих
- София ∞ граф Адалберт
- Фидес (Гертруд), 1136 – 1182 доказана, ∞ Херман фон Щалек († 2 октомври 1156 в Ебрах)

След смъртта на Фридрих I през 1105 г. Агнес се омъжва през 1106 г. за Свети Леополд III маркграф на Австрия от род Бабенберги и Светия.